# Saint-Vincent-la-Commanderie
 Saint-Vincent-la-Commanderie  là một xã thuộc tỉnh Drôme trong vùng Auvergne-Rhône-Alpes đông nam nước Pháp.